# 斯塔里基 (羅基特涅區)
51°14′34″N 27°6′29″E / 51.24278°N 27.10806°E
斯塔里基（烏克蘭語：Старики），是烏克蘭西北部的村莊，隸屬里夫內州的薩爾內區。該村始建於1909年，面積12.6平方公里，海拔高度175米，2001年人口82，人口密度每平方公里6.5人。